# Let's try again
《Let's try again》，日本藝人經紀公司Amuse為東日本大地震賑災，組成以桑田佳祐為中心，37組54人參加的臨時團體「Team Amuse!!」發行的慈善單曲。

## 簡介
Amuse為支援東日本大地震災區而舉行的一次賑災活動，在2011年3月下旬就提出活動企劃，著名音樂人、南方之星的主唱桑田佳祐提出了企劃名稱「Team Amuse!!」和歌曲名稱「Let's try again」。以桑田佳祐為中心，Amuse旗下37組54人參加了這次活動。不僅包括音樂人（如南方之星五位成員以個人身份參加、福山雅治、BEGIN、色情塗鴉、Perfume，還有已解散的樂團爆風SLUMP原有成員等），還有知名演員參加（如岸谷五朗、上野樹里、吉高由里子等）。
《Let's try again》是將Amuse旗下藝人的14首經典歌曲，以歌曲串燒的形式連在一起，並加上由桑田佳祐和曾我淳一新創造的高潮部分，總長度約9分鐘。全體參加藝人在青山VICTOR攝影棚內拍攝了音樂錄像帶，MV中眾人大跳Para Para風格的舞蹈。4月20日開放網絡下載，5月25日發行CD單曲。所有收益全部捐給日本紅十字會用於災區救援與重建。

## 收錄曲目
1. Let's try again
  - 作曲、作詞：桑田佳祐；編曲：桑田佳祐&曾我淳一

包含歌曲
- 率性辛巴達（南方之星）
- Saudade（色情塗鴉）
- 島人之寶（BEGIN）
- 櫻坂（福山雅治）
- Polyrhythm（Perfume）
- LOVE AFFAIR ～秘密約會～（南方之星）
- 大洋蔥之下（爆風SLUMP）
- 鳳蝶（色情塗鴉）
- IT'S ONLY LOVE（福山雅治）
- 淚光閃閃（BEGIN）
- 我的鋼琴（南方之星）
- Runner（爆風SLUMP）
- MANPY的G★SPOT（南方之星）
- 希望之轍（南方之星）

## 參加藝人
- 板谷由夏
- 上野樹里
- 岡田義德
- 小倉久寬
- 加藤貴子
- 神木隆之介
- 岸谷五朗
- 桑田佳祐（南方之星）
- 小出惠介
- 小松彩夏
- 佐藤健
- SUN PLAZA中野君
- Skoop on somebody
- 須藤理彩
- 關口和之（南方之星）
- 高橋優
- 寺脇康文
- 富田靖子
- 仲里依紗
- 野澤秀行（南方之星）
- 原由子（南方之星）
- PAPALA河合
- Perfume
- BEGIN
- 平岡祐太
- 福山雅治
- FLOW
- 色情塗鴉
- MIHIRO
- 松田弘（南方之星）
- 三浦春馬
- 三宅裕司
- 村川繪梨
- MONOBRIGHT
- 森雪之丞
- 吉高由里子
- ONE OK ROCK

## 外部連結
- Team Amuse!! 特設網站